# Cocktailspieß

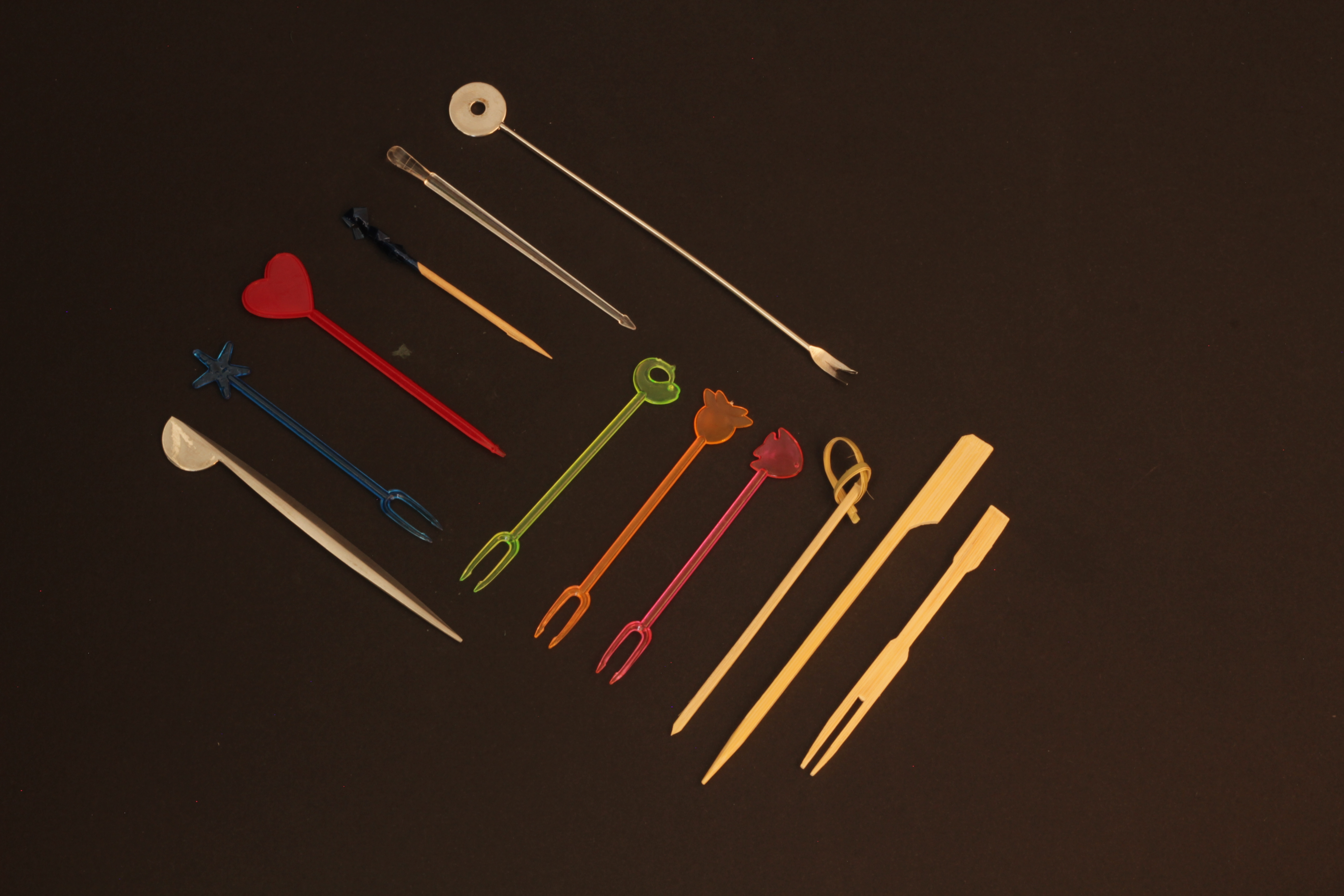
Verschiedene Cocktailspieße und Cocktail-Picks

Ein Cocktailspieß (auch Cocktail-Pick) wird in der Gastronomie und im Haushalt dazu verwendet, um Garnierfrüchte in Cocktails aufzuspießen. Es handelt sich um ein schmales, langgestrecktes Stechwerkzeug mit einer Spitze und einem oft dekorativ ausgebildeten Griffkopf am gegenüberliegenden Ende. Im Querschnitt ist er meistens rundlich oder flachoval, teils auch eckig. Er besteht aus meist farbigem Kunststoff, Holz oder Metall, und ist meist zwischen 6 und 15 cm lang. Der Cocktailspieß dient dazu, eine Dekoration aus mehreren Teilen zusammenzuhalten oder sie, wie die Olive im Martini, vor dem Trinken entfernen und ggf. verzehren zu können.
Außerdem werden Cocktailspieße bzw. sogenannte Partyspieße benutzt, um Appetithäppchen für kalte Buffets oder Partys etc. einerseits herzustellen („zusammenzufügen“) und/oder zu dekorieren, und um andererseits deren Aufnehmen zu erleichtern. Für die Tischdekoration und als Bestandteil des Tischgedecks werden teils auch spezielle Behälter für Cocktail- bzw. Partyspieße angeboten.
Ihren Ursprung haben Cocktailspieße in den (früheren) Bowlengarnituren, die bereits seit den 1930er-Jahren in Gebrauch sind.

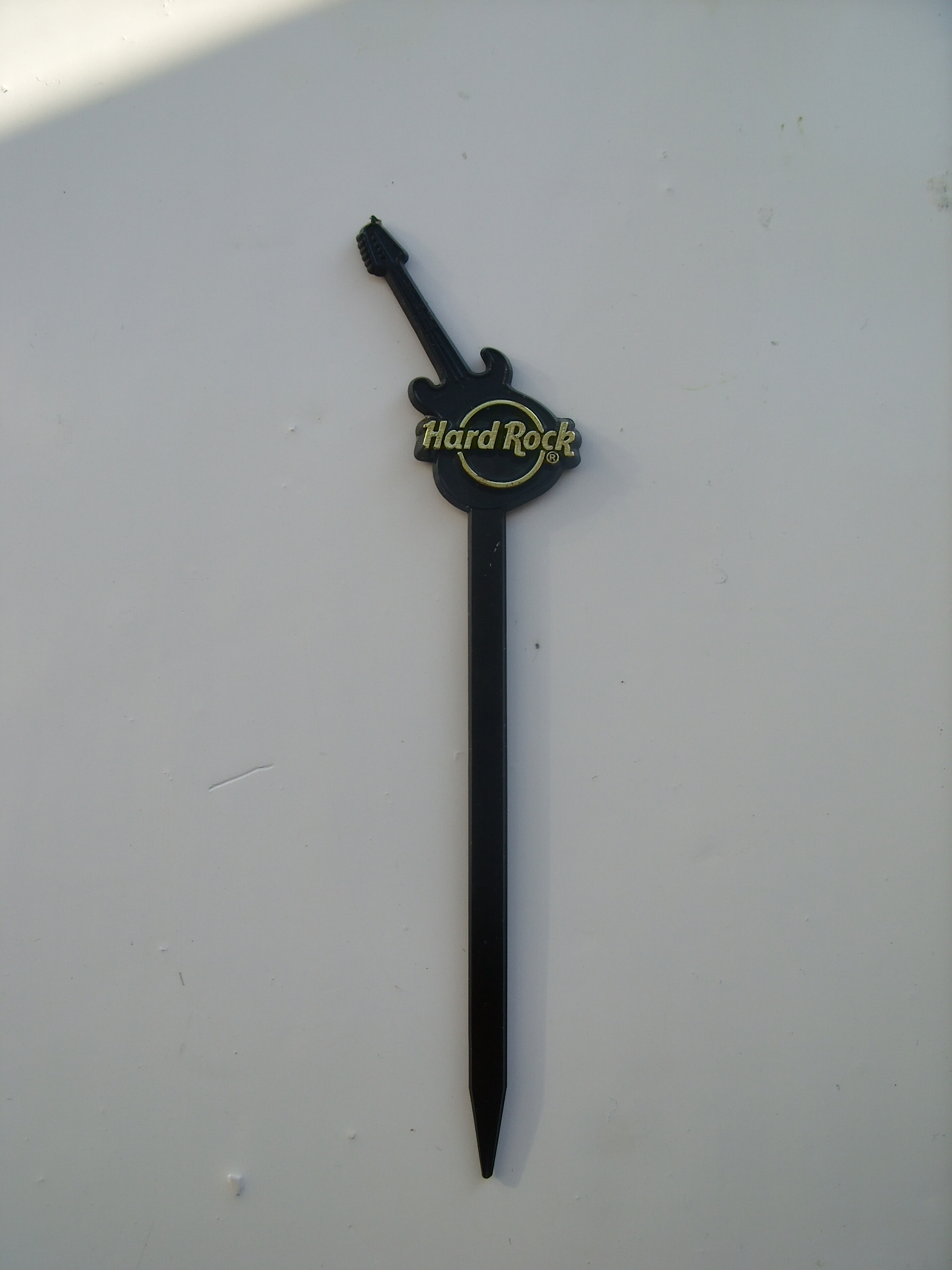
Cocktailspieß aus Kunststoff, mit dem Logo der Hard-Rock-Cafe-Restaurantkette
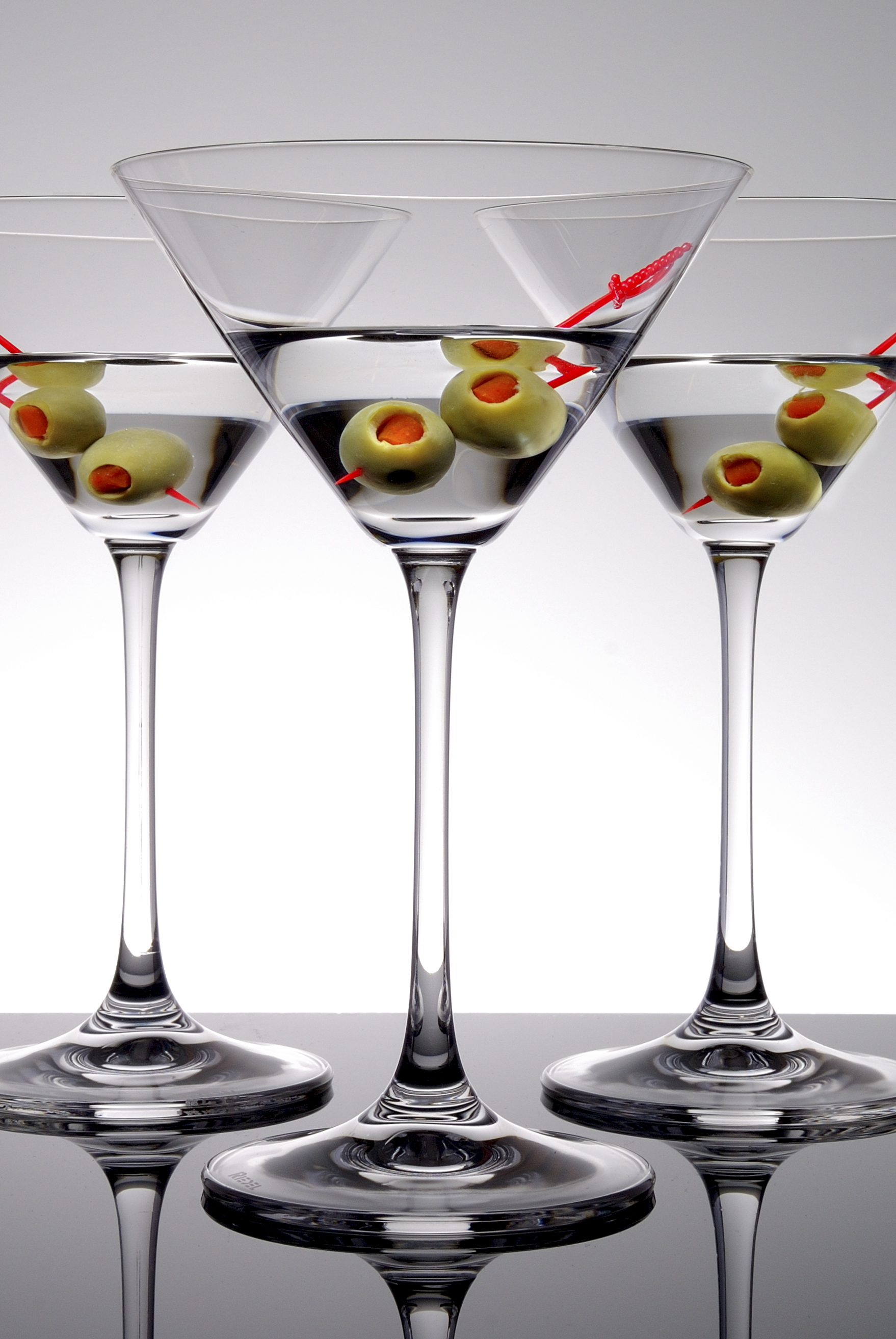
Cocktailspieße aus rotem Kunststoff bei Martini Dry Cocktails
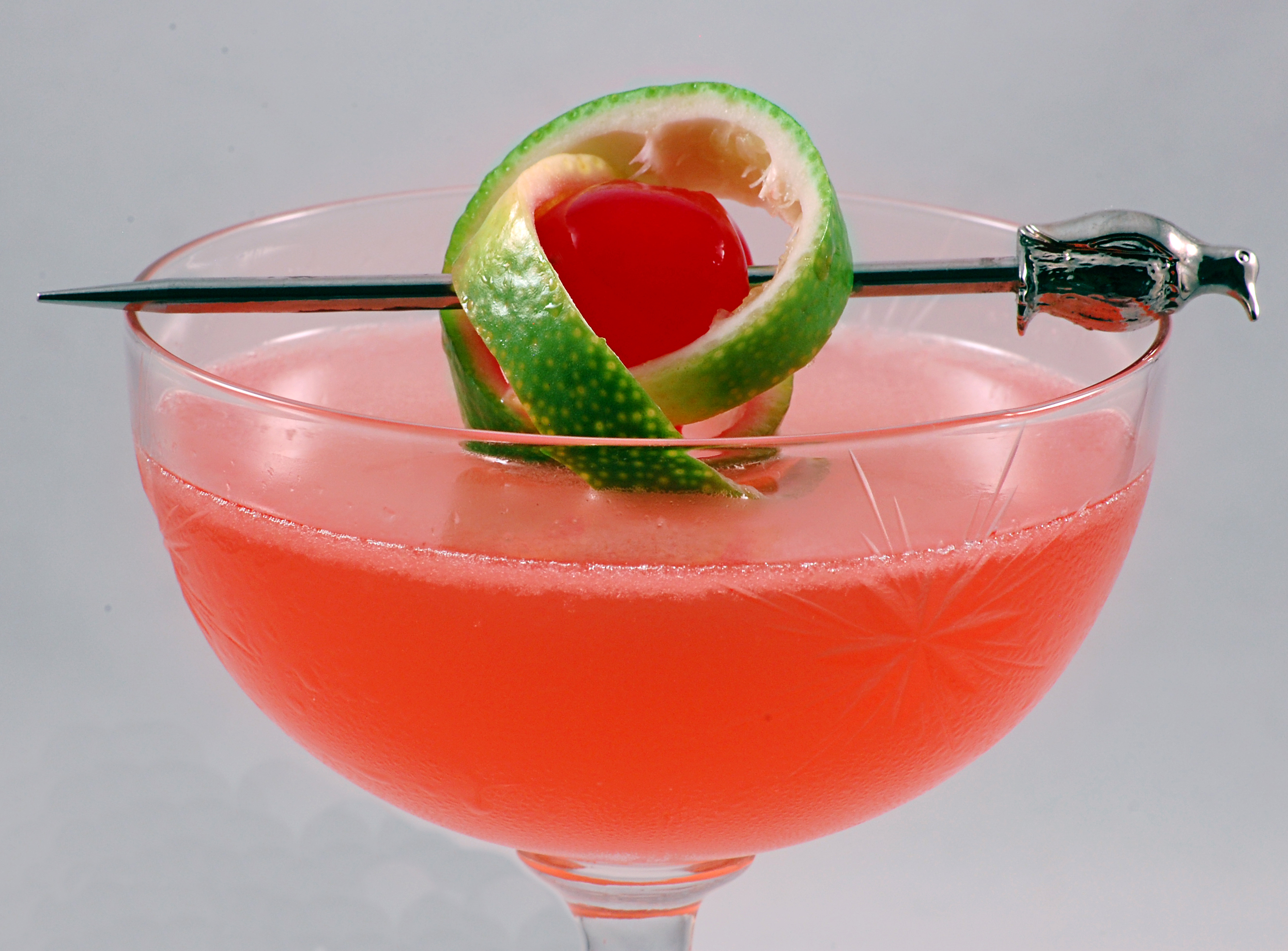
Cocktailspieß aus Metall bei einem Pink-Lady-Cocktail
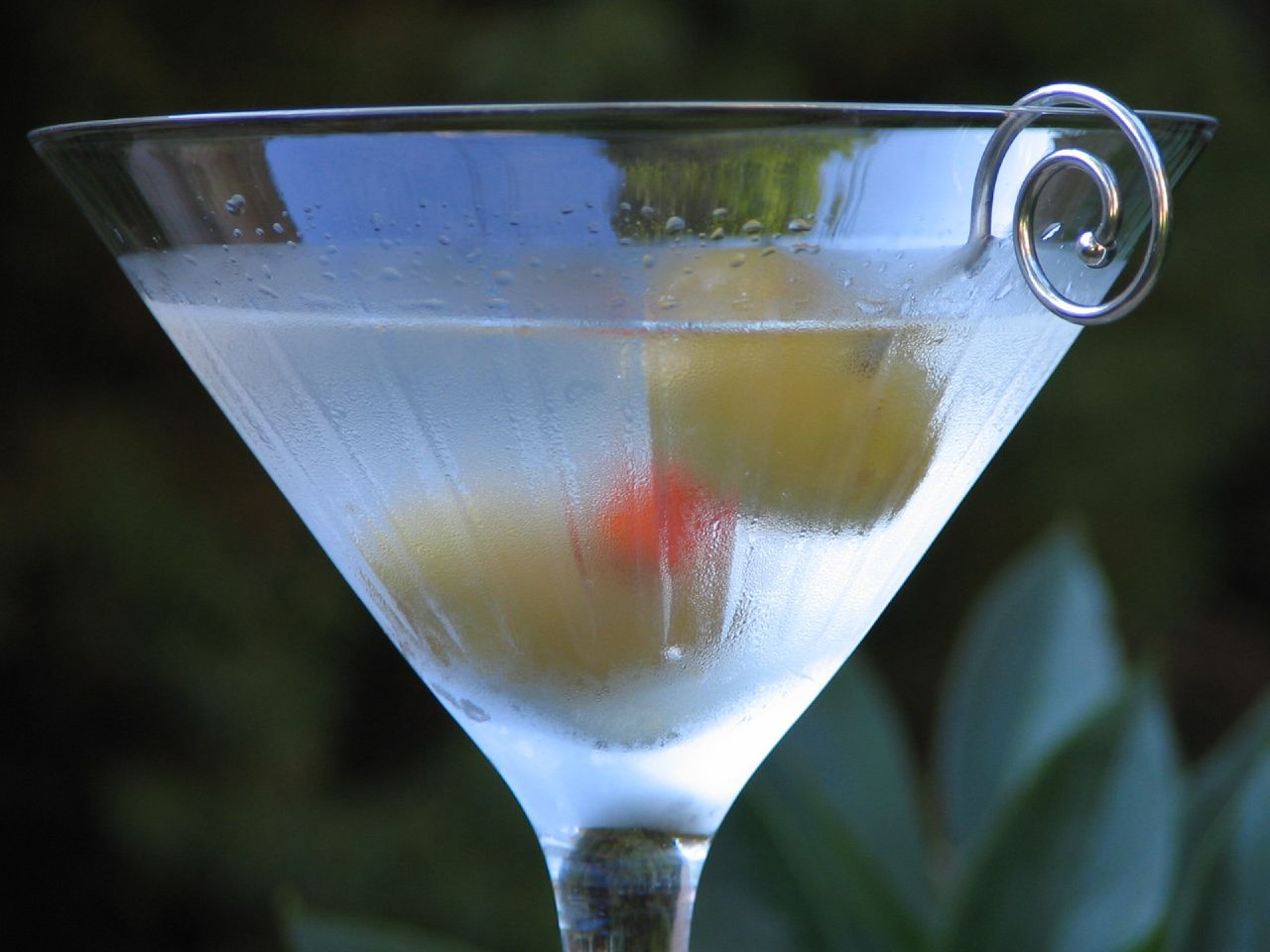
Cocktailspieß aus Metall bei einem Martini Dry Cocktail
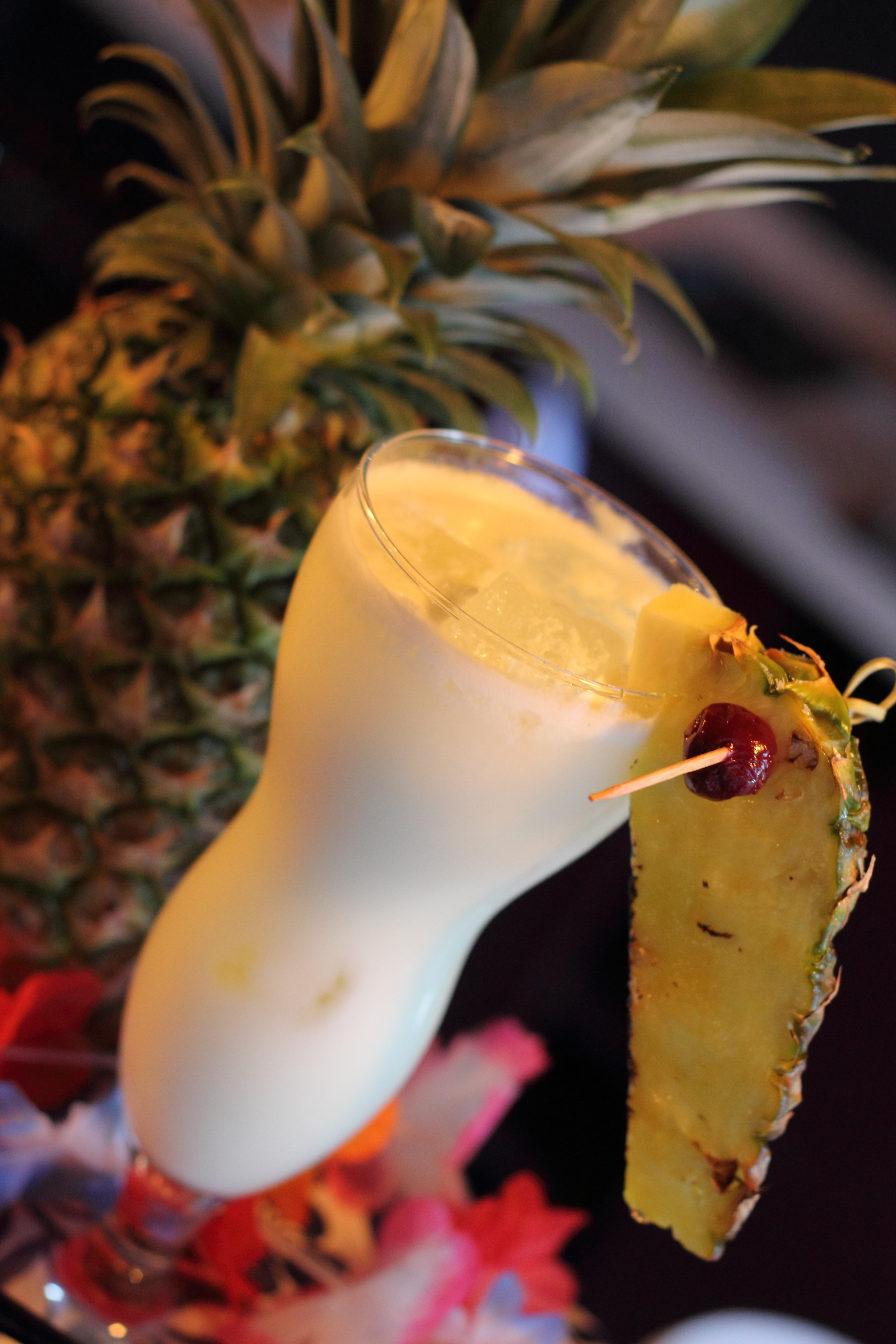
Piña Colada mit Fruchtgarnitur am Cocktailspieß
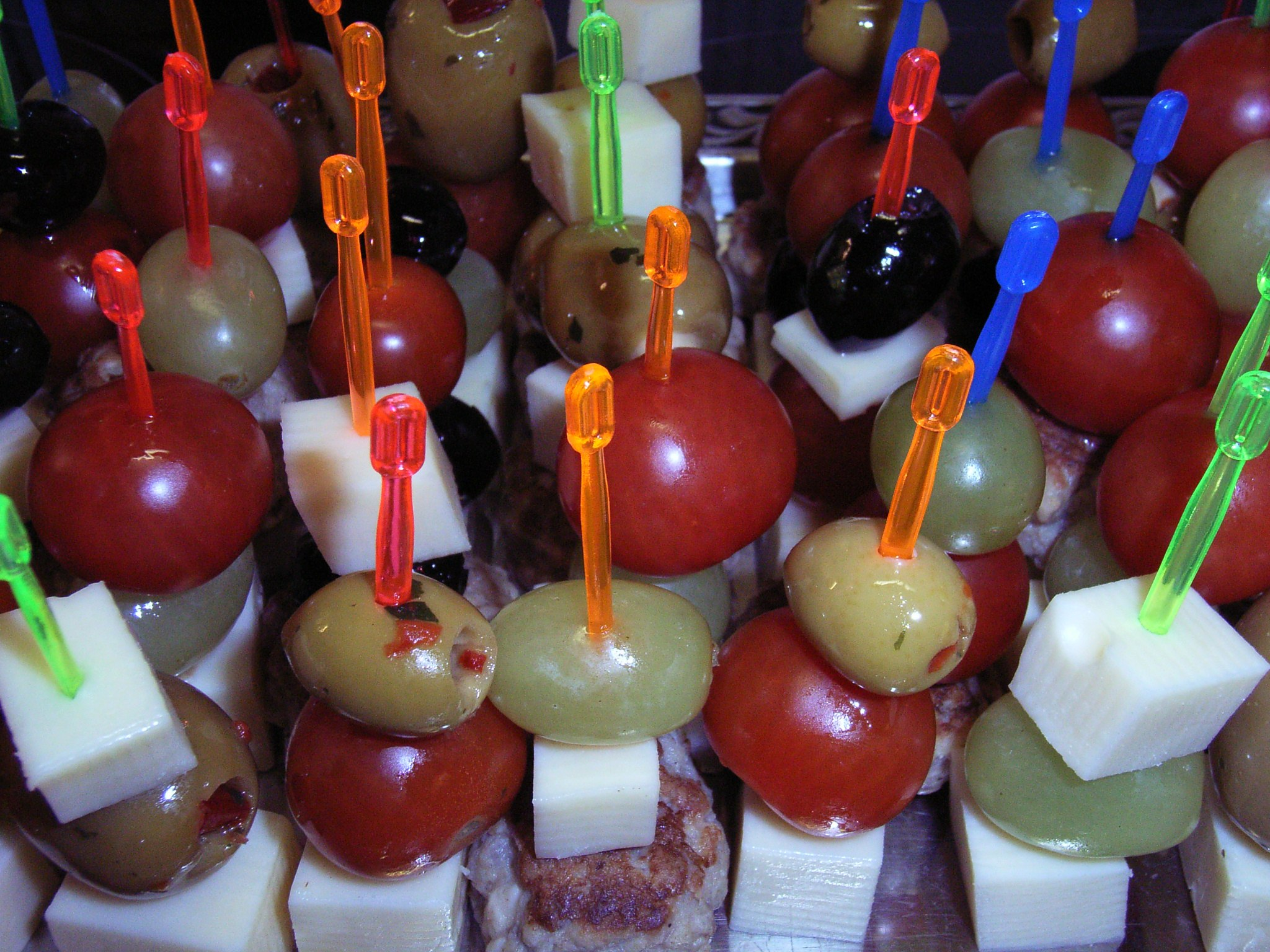
Mit Hilfe von Cocktailspießen hergestellte u. dekorierte Appetithäppchen